# Peristil (Split)
Peristil je náměstí ve Splitu v Chorvatsku. Náměstí se nachází v samotném historickém středu města, u hlavního vchodu do katedrály svatého Domnia v Diokleciánově paláci a je jedním z neuralgických bodů města. Náměstí má svůj název podle peristylu původního římského paláce.
V římských dobách bylo monumentální prostranství důležitým místem. Peristyl představoval severní vchod do soukromých místností císaře. Do něj se vstupovalo přes tzv. vestibul (též později označovaný jako Rotunda). Z prostranství byl také přístup do sklepení Diokleciánova paláce, k jeho mauzoleu na východě (které se změnilo v průběhu staletí do podoby dnešní katedrály sv. Domnia) a ke třem antickým chrámům, z nichž jeden, Jupiterův chrám (nyní chrám sv. Jana Křtitele), se zachoval.